# Concud
Concud es una localidad española de la provincia de Teruel, en la comunidad autónoma de Aragón. Forma parte del término municipal de Teruel.

## Geografía
Concud está a escasos 5 km de Teruel, por lo que el propio pueblo no cuenta con supermercados, tiendas, hospitales u otros establecimientos.

## Historia
Hacia mediados del siglo XIX, la localidad, por entonces con ayuntamiento propio, contaba con una población de 236 habitantes. Aparece descrita en el sexto volumen del Diccionario geográfico-estadístico-histórico de España y sus posesiones de Ultramar de Pascual Madoz de la siguiente manera:

CONCUD: l. con ayunt. en la prov., part. jud., adm. de rent. y dióc. de Teruel (1 leg.), aud. terr. y c. g. de Zaragoza (27): sit. al NO. de la cap. entre la carretera de Zaragoza y r. Alfambra; es combatido de todos los vientos con clima templado y sano. Tiene 128 casas de regular construccion, escuela de instruccion primaria sin dotacion fija, igl. parr. servida por 1 cura cuya vacante se provee en concurso general. A 3/4 de hora de la pobl. se encuentra el famoso cementerio de huesos petrificados, digno por cierto de llamar la atencion de los hombres sábios: se dice ser restos de los infortunados que fueron víctimas en la batalla dada por los romanos contra los celtiveros mandados por los generales Budos y Besacides. A 1/4 de hora del l. existe un hermoso paseo de álamos blancos. Confina el térm. con los de Teruel, Cande, Celadas y Carretera de Zaragoza. El terreno es de buena calidad, fertilizado en parte por las aguas del riach. de Cande, parte plantado de viñas, y el resto, monte poblado de carrascos. caminos: á escepcion de la citadada carretera de Zaragoza que pasa por el estremo del térm., son locales: el correo se recibe de la cap. por baligero. prod.: cereales de toda especie, cáñamos, linos, legumbres, hortalizas y vinos. ind.: fabricación de alpargatas y yeso. pobl.: 66 vec., 236 alm. cap. imp.: 37,218 rs. vn.
(Madoz, 1847, p. 557)

## Demografía
| Gráfica de evolución demográfica de Concud entre 1842 y 1920 |
| |
| Población de derecho según los censos de población del INE Población de hecho según los censos de población del INEEntre el censo de 1930 y el anterior, este municipio desaparece porque se integra en el municipio 44216 (Teruel) |

## Fiestas y tradiciones
Las fiestas suelen ser en agosto junto con la Fiesta de San Martín que se celebra el 10 y el 11 de noviembre. En Concud se encuentra la ermita de Santa Bárbara, en verano se realiza una misa en su honor.